# 機械錶複雜功能

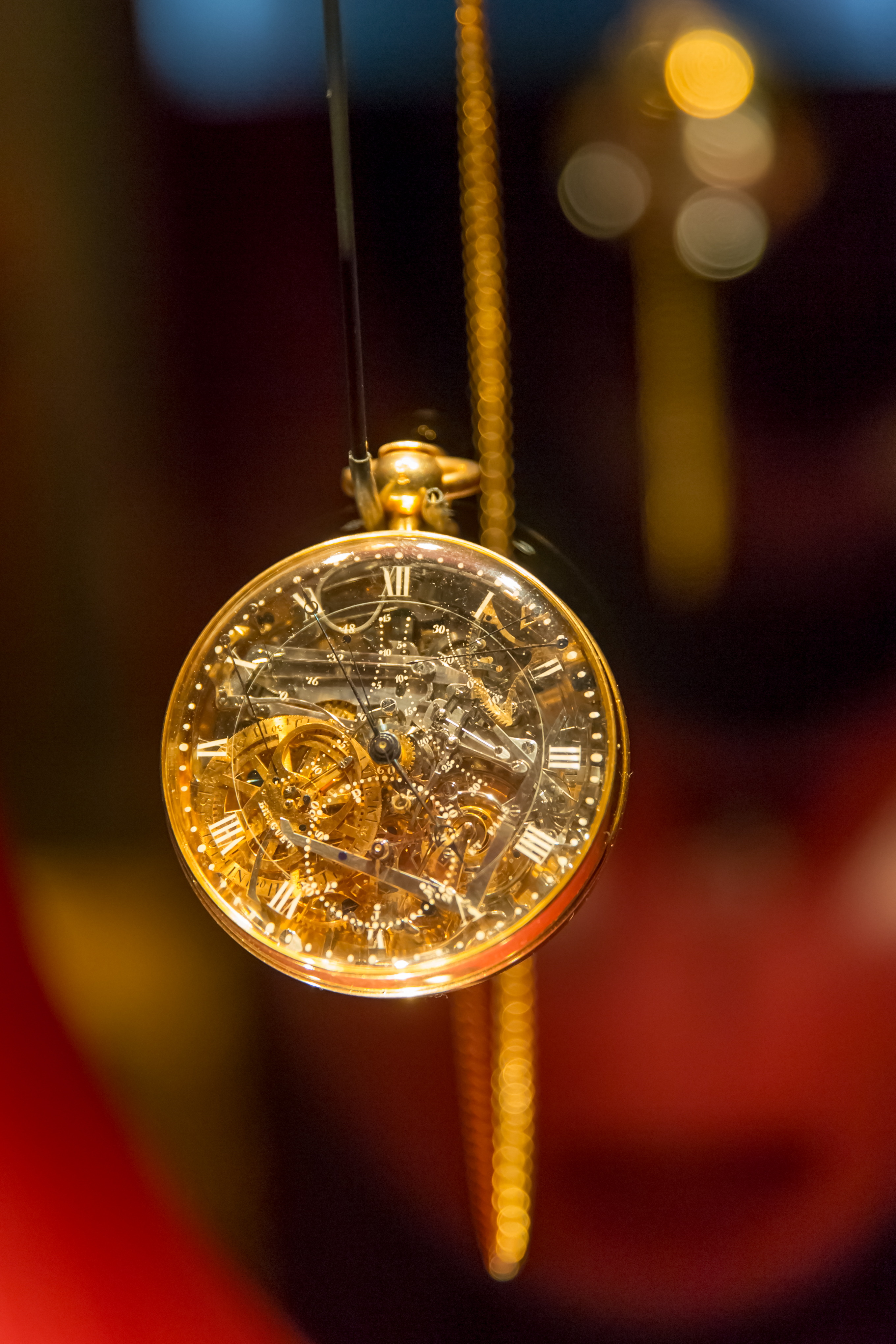
寶璣第160号，玛丽·安托瓦内特超级复杂怀表（Breguet No.160 Grand Complication）

機械錶的複雜功能指的是機械錶除了常見的時間顯示功能以外，需要用內部齒輪等機械才能達成的功能，如計時碼錶、報時等。
這些許多功能源自於懷錶的時代，在這之中的三問、萬年曆、陀飛輪是其中最具代表性的複雜功能，時常被合稱為三大複雜功能(Grand Complication)。
在石英錶等產品普及之後，複雜功能逐漸失去實用性，比較多是觀賞與藝術的用途。
由於這些功能不會在通用機芯中，因此必須各家手錶廠自行研發。這些複雜功能會展現各家錶廠的設計與製作實力，也會影響消費者對於鐘錶品牌的價值認定。
知名製作複雜功能的錶廠為百達翡麗、寶璣、江詩丹頓等，其中寶璣更被視為製作陀飛輪手錶的代表品牌。
集合三大複雜功能的腕表常以限量生產。宝珀素以能生产超复杂腕表的技术而著称，于1991年推出的寶珀1735超复杂腕表（Blancpain 1735 Grande Complication），其复杂功能包括陀飞轮、三问报时、万年历、计时功能等等，每年只生产一枚，总共生产30枚。

## 三大複雜功能

### 問錶
三問報時與二問報時手錶統稱「問錶」，在拉動滑竿後即可發出鈴聲來表示現在時間。
二問與三問的差別是，二問只會報小時與刻數，三問則會精準到分鐘數。
這類手錶在側面有一個問錶滑桿，
拉動這個滑桿彈回後，手錶內的擊錘便會依據現在的時針狀擊音簧發出不同數目的聲音來報時。
這類手錶通常有兩組音簧，高音與低音，高音用來表示小時，低音用來表示刻與分。
報時的方式為：小時→刻數(每15分鐘為單位)→多餘的分鐘數。
雖然大多數三問錶的刻都用15分為單位，但也有些三問手錶為了方便使用者，而是以10分鐘為單位。另外音簧的音色也是這類手錶收藏的重點之一。

### 萬年曆
手錶的日期顯示可以自動分辨每月是30天、31天、並在二月自動分辨是否閏年的手錶。
也有人將萬年曆錶分為大萬年曆與小萬年曆：小萬年曆固定將二月設為28日，無法分辨四年一次的閏年，也有人將其稱為「四年曆」、「1461」（意指每1461天會遇到一次的閏年）；大萬年曆則可以分辨四年一次的閏年，但須注意大萬年曆也無法分辨格里高利曆中一百年一次的閏年規則，因此大萬年曆實際上是「百年曆」，需要一百年調整一次日期。
絕大部分人稱萬年曆時，指的都是大萬年曆。
另外值得一提，絕大多數的數位石英錶的日期顯示都是小萬年曆，即無法分辨閏年。
注意不要將「萬年曆」與下文的「年曆」搞混了，年曆錶只會區分大月與小月。
因此年曆錶的二月仍有30天，每年的二月底年曆錶都需要手動調整。

### 陀飛輪
在懷錶時代，為了讓錶在不同姿勢下都可以勻速運作的產物，陀飛輪裝置會帶動擺游絲、擺輪等核心部件轉動，以消除手錶或懷錶擺放姿勢的影響。有陀飛輪的錶款通常會將這部分鏤空，以炫耀複雜的陀飛輪結構。有些錶款會為了強調陀飛輪的製作能力，甚至會使用球狀陀飛輪或是在一隻手錶內放入數個陀飛輪。
陀飛輪裝置極其複雜，而且由於製作成本及工藝的要求相當高，因此陀飛輪便成了高級手錶的代名詞。現在陀飛輪這項功能通常是作為炫耀複雜製作的工藝用，較無實用的成分，也與手錶精準無關。

## 其他複雜功能
除了三大複雜功能以外的功能，又被稱為小複雜功能（Petit Complication）。注意自鳴、天文資訊等功能的製作複雜度其實不輸三大複雜功能。

### 自鳴
自鳴分為大自鳴與小自鳴，小自鳴即是整點報時，報時的方式與三問錶類似，利用擊錘與音簧達成。
大自鳴除了整點以外，每隔一刻鐘(15分鐘)都會再報時一次。
與問錶不同，大多數的自鳴錶只有一組音簧而沒有高低音之分。
由於在許多場合下，使用者可能不希望自己的手錶發出聲音，因此這類的手錶通常有機制可以切換大小自鳴與關閉這項功能。

### 鬧錶
鬧錶即鬧鈴功能，可以在特定的時間發出響鈴。同樣也通常可以選擇關閉。
鬧鈴機械錶的常見問題是，驅動鬧鈴需要巨大的動力，同時鬧鈴的音量可能不夠大而失去實用性，
因此1947年 VULCAIN 發表蟋蟀音鬧鈴錶時，由於可具實用性的音量造成轟動。

### 年曆
年曆指手錶的日期可以簡單分辨大月與小月，大月時顯示31天，小月時顯示30天。
由於無法分辨二月與閏年，每年的二月底都需要手動調整日期。
這項設計可以兼顧一部分實用性，又不至於將鐘錶內部製作的過於複雜而降低妥善率。

### 計時、飛返計時、追針計時、倒數計時
以計時碼錶做為主要功能的手錶，通常計時手錶採用的佈局會和一般手錶的布局有所不同，例如最常見的是將秒針縮小移到六點鐘或九點鐘位置的小圓盤，
原本秒針的位置則留給計時用的指針使用。
有些初次購買計時機械錶的人會不習慣這種布局，甚至有少數人會故意將手錶永久處在「計時狀態」讓計時指針可以當作秒針使用。這類手錶會有兩個額外的按鈕，用來開始計時與歸零，通常在靠近兩點鐘與四點鐘的位置。在一些計時手錶錶圈外側，會刻有一個倒數尺度的刻度，用來快速計算每小時的速率等。
少數計時手錶可以在歸零的一瞬間開始重新計時，稱為「飛返計時」。
另外有一些計時手錶為了可以同時做多個計時，手錶會將一部分指針設計為兩組，按下暫停時可以將其中一組指針暫停，但另外一組指針繼續計時。等到取消暫停時，被暫停的指針會追上持續計時的指針，稱為追針計時。
計時手錶通常會和賽車比賽有所合作。除了與賽車比賽合作外，最為知名的是與NASA在登月合作時使用的登月錶。

### 逆跳指針
指針運動為一個扇形，而非常見的圓形，當指針跳動至扇形盡頭時，會立即跳回起始的位置。
假如逆跳功能做在秒針上時，便會非常考驗錶廠的技術。

### 月相
由於伊斯蘭曆與農曆等都需要得知月相盈虧，因此顯示月相也是重要的功能。
在月相錶中，會有一個遠離中心繪有月亮的圓盤，
圓盤會以29.5日的周期選轉，並用錶面遮住這個圓盤的一部分，即可表示月亮的盈虧。
由於實際上的月球軌道週期為29天12小時44分2.9秒而非29.5日，因此大多數的月相錶都需要定期調整，
但也有少數手錶以更精確的周期表示月相。
月相錶上的月亮也被視為各家廠牌的特色。有分寫實與卡通化的月亮，
寫實型的會盡可能的表現像天空中的月亮，甚至連月亮上的坑洞地貌都會繪出，而卡通型的則通常會在月亮上畫上笑臉。
直得注意是有些手錶也會用月亮圖示代表黑夜，但不是用來表示月亮盈虧。

### 其他天文資訊
如日出日落、月出月落、大小潮時間、北半球星空等。

### 瞬跳日期
在換日時，日期顯示會在換日那一秒瞬間改變，而不是傳統需要花2小時左右改變日期。
瞬跳日期在今日已經較為常見，有些人不會將之視為複雜功能。

### 均時差
均時差是在一年之中，來自日晷和鐘錶的時間差異。日晷可以比鐘錶的時間快（超前）16分33秒（大約在11月3日）或慢（落後）14分6秒（大約在2月12日）。這一是因為地球的公轉軌道不是正圓，二是因為黃道與赤道之間存在一定的夾角。均時差可以用來解釋日行跡。

### GMT兩地時間
常被簡稱為「GMT」，有著兩根不同的時針，一根時針表示自己所在地的日期，另一根時針表示其他地方的日期。
常見的第二時區指針有兩種不同表示方式：一種是和一般的時針一樣，每12小時繞一圈，好處是可以維持看手錶的習慣，壞處是要另外顯示第二時區的白天黑夜。這類型的第二時區指針通常做成中空的模樣和本地時間區分；
另外一種是每24小時繞一圈，缺點則是和一般習慣不同，需要適應，這類的第二時區指針常見會製作成醒目的顏色，如紅色，橘色等。
GMT 的手錶又常用調整時針的方式被分為「Office GMT」和「Traveler GMT」，區分的方式是哪根時針可以獨立的調整。Office GMT 的第二時區指針可以快調，這類型的手錶設計有兩種說法：一種是為了得知親友所在的其他地區的時間，所以會需要經常調整第二時區的指針；另一種說法則是因為這樣設計，整個手錶的功能可以通過修改通用機芯或是其他手錶的機芯得到，成本較低廉。
另外一種 Traveler GMT 則可以快調的是主要的時針，適合旅行不同時區者使用，由於主要時區指針通常和手錶的日期連結，這種設計需要重新製作整個機芯，成本較高。
由於 GMT 功能可以透過修改通用機芯得到，有些人不會將之視為複雜功能。

### 動力顯示
顯示發條盒動力儲存百分比。有些人不會將之視為複雜功能。

## 資料來源
1. ↑  . iWatcHome 城邦國際名表.   [2023-04-02]. （原始内容存档于2023-04-02） （中文（繁體））.
2. ↑  . 自由電子報. 2008-07-04  [2011-02-18]. （原始内容存档于2014-03-22）.
3. ↑  Bryan, Lee. . Time Square時間觀念. 2023-02-14  [2023-04-02]. （原始内容存档于2023-04-02） （中文（臺灣））.
4. ↑  . iWatcHome 城邦國際名表.   [2023-04-10]. （原始内容存档于2023-04-15） （中文（繁體））.
5. ↑  . iWatcHome 城邦國際名表.   [2023-04-10]. （原始内容存档于2023-04-15） （中文（繁體））.
6. ↑  Watch, 世界腕錶 World Wrist. . 世界腕錶 World Wrist Watch. 2020-08-26  [2023-04-02]. （原始内容存档于2023-04-02） （中文（臺灣））.
7. ↑  Watch, 世界腕錶 World Wrist. . 世界腕錶 World Wrist Watch. 2020-08-27  [2023-04-02]. （原始内容存档于2023-04-02） （中文（臺灣））.
8. ↑  Watch, 世界腕錶 World Wrist. . 世界腕錶 World Wrist Watch. 2020-08-27  [2023-04-02]. （原始内容存档于2023-04-02） （中文（臺灣））.